# 1. Lig 2013-2014
La 1. Lig 2013-2014 è la 9ª edizione del campionato di football americano di primo livello, organizzato dalla TBSF.

## Squadre partecipanti
| Club                | Città    | Stadio | Sponsor ufficiale | Risultato nella stagione 2012-2013 |
| ------------------- | -------- | ------ | ----------------- | ---------------------------------- |
| Ankara Cats         | Ankara   |        |                   |                                    |
| Boğaziçi Sultans    | Istanbul |        |                   |                                    |
| Gazi Warriors       | Ankara   |        |                   |                                    |
| Hacettepe Red Deers | Ankara   |        |                   |                                    |
| ITÜ Hornets         | Istanbul |        |                   |                                    |
| Koç Rams            | Istanbul |        |                   |                                    |
| ODTÜ Falcons        | Ankara   |        |                   |                                    |
| Yeditepe Eagles     | Istanbul |        |                   |                                    |

## Stagione regolare

### Calendario

#### 1ª giornata
| 16 novembre 2013 | Gazi Warriors | 25 – 0 | Ankara Cats |  |

| 16 novembre 2013 | ODTÜ Falcons | 18 – 12 | Hacettepe Red Deers |  |

| 16 novembre 2013 | Koç Rams | 44 – 34 | ITÜ Hornets |  |

| 16 novembre 2013 | Yeditepe Eagles | 34 – 20 | Boğaziçi Sultans |  |

#### 2ª giornata
| 30 novembre 2013 | Ankara Cats | 0 – 25 | ODTÜ Falcons |  |

| 30 novembre 2013 | Yeditepe Eagles | 42 – 46 | Koç Rams |  |

| 1º dicembre 2013 | Gazi Warriors | 12 – 26 | ITÜ Hornets |  |

| 1º dicembre 2013 | Boğaziçi Sultans | 13 – 0 | Hacettepe Red Deers |  |

#### 3ª giornata
| 14 dicembre 2013 | Ankara Cats | 0 – 25 | Koç Rams |  |

| 14 dicembre 2013 | Hacettepe Red Deers | 24 – 0 | Gazi Warriors |  |

| 15 dicembre 2013 | Boğaziçi Sultans | 30 – 20 | ITÜ Hornets |  |

| 15 dicembre 2013 | Yeditepe Eagles | 24 – 26 | ODTÜ Falcons |  |

#### 4ª giornata
| 1º marzo 2014 | Hacettepe Red Deers | 15 – 14 | Yeditepe Eagles |  |

| 1º marzo 2014 | ITÜ Hornets | 25 – 0 | Ankara Cats |  |

| 2 marzo 2014 | Gazi Warriors | 35 – 14 | ODTÜ Falcons |  |

| 2 marzo 2014 | Koç Rams | 28 – 14 | Boğaziçi Sultans |  |

#### 5ª giornata
| 29 marzo 2014 | Ankara Cats | 0 – 25 | Hacettepe Red Deers |  |

| 29 marzo 2014 | ITÜ Hornets | 41 – 34 (7-14 7-0 6-6 21-14) | Yeditepe Eagles |  |

| 29 marzo 2014 | ODTÜ Falcons | 6 – 12 | Koç Rams |  |

#### 6ª giornata
| 13 aprile 2014 | Boğaziçi Sultans | 20 – 0 | Gazi Warriors |  |

#### 7ª giornata
| 19 aprile 2014 | Ankara Cats | 0 – 25 | Boğaziçi Sultans |  |

| 19 aprile 2014 | Gazi Warriors | 20 – 12 | Yeditepe Eagles |  |

| 19 aprile 2014 | ITÜ Hornets | 24 – 16 | ODTÜ Falcons |  |

| 19 aprile 2014 | Koç Rams | 24 – 0 | Hacettepe Red Deers |  |

#### 8ª giornata
| 10 maggio 2014 | ODTÜ Falcons | 0 – 20 | Boğaziçi Sultans |  |

| 10 maggio 2014 | Koç Rams | 30 – 6 | Gazi Warriors |  |

| 10 maggio 2014 | Yeditepe Eagles | 25 – 0 | Ankara Cats |  |

| 10 maggio 2014 | Hacettepe Red Deers | 12 – 22 | ITÜ Hornets |  |

### Classifica
Le classifiche della regular season sono le seguenti:
- PCT = percentuale di vittorie, G = partite giocate, V = partite vinte,  P = partite perse, PF = punti fatti, PS = punti subiti

| Pos. | Squadra             | PCT   | G | V | N | P | PF  | PS  |
| ---- | ------------------- | ----- | - | - | - | - | --- | --- |
| 1    | Koç Rams            | 1.000 | 7 | 7 | 0 | 0 | 209 | 102 |
| 2    | Boğaziçi Sultans    | .714  | 7 | 5 | 0 | 2 | 142 | 82  |
| 3    | ITÜ Hornets         | .714  | 7 | 5 | 0 | 2 | 192 | 148 |
| 7    | Hacettepe Red Deers | .429  | 7 | 3 | 0 | 4 | 88  | 91  |
| 5    | Gazi Warriors       | .429  | 7 | 3 | 0 | 4 | 98  | 126 |
| 4    | ODTÜ Falcons        | .429  | 7 | 3 | 0 | 4 | 105 | 127 |
| 8    | Yeditepe Eagles     | .286  | 7 | 2 | 0 | 5 | 185 | 168 |
| 6    | Ankara Cats         | .000  | 7 | 0 | 0 | 7 | 0   | 175 |

## IX Final
| 8 giugno 2014 | Koç Rams | 23 – 30 | Boğaziçi Sultans |  |

## Verdetti
- Boğaziçi Sultans Campioni della Turchia 2013-2014